# 中国共産党吉林省委員会
中国共産党吉林省委員会（ちゅうごくきょうさんとうきつりんしょういいんかい）は中国共産党に所在する吉林省を運営する組織である。
中国共産党吉林省委員は中国共産党吉林省大会という選挙によって選出される。大会が開催されていない期間は、中国共産党中央委員会の指示を吉林省で実行し、吉林省の行動を指導し、中国共産党中央委員会に定期的に報告する。

## 沿革
1945年11月、中国共産党吉林省工作委員会に建立。1946年1月、中国共産党遼吉省委員会に改称。1946年7月、中国共産党吉林省委員会に改名。

## 職責
『中国共産党地方委員会工作条例』によると、中国共産党地方委員会は主に政治、思想と組織指導を実行し、以下の職能を担う：
1. 地域の主要な問題についての意思決定を行う。
2. 法的手続きを通じて、党組織の主張を地方の規制、地方政府の規則又はその他の政令にする。
3. 地域の思想文化宣伝工作に対する指導を強化し、イデオロギー工作の指導権、発言権をしっかりと掌握する。
4. 幹部管理権限に従い幹部を任免し、管理し、地方国家機関、政協組織、人民団体、国有企業事業単位等に重要幹部を推薦する。
5. 人民代表大会、政府、政治協商会議、裁判所、検察院、人民団体などが法により規約に基づき独立して責任を負い、協調一致して業務を展開することを支持・保証し、これらの組織における党グループの指導の核心的役割を発揮する。
6. 地域の群団活動と統一戦線活動に対する指導を強化する。
7. 所属する党組織と広範な党員を動員、組織し、大衆を団結させて党の目標任務を実現する。

## 構成機関
『吉林省機構改革方案』によると、中国共産党吉林省委員会には15の工作機関が設置され、工作機関が管理する機関（副庁級）が1つある。中国共産党吉林省委員会は以下の機構を設置している：
- 中国共産党吉林省委員会弁公庁

### スキル部門
- 中国共産党吉林省委員会組織部
- 中国共産党吉林省委員会宣伝部
- 中国共産党吉林省委員会統一戦線工作部
- 中国共産党吉林省委員会政法委員会

### 仕事部門
- 中国共産党吉林省委員会組織部政策研究室
- 中国共産党吉林省委員会組織部国家安全委員会弁公室
- 中国共産党吉林省委員会網絡安全・情報化委員会弁公室
- 中国共産党吉林省委員会財経委員会弁公室
- 中国共産党吉林省委員会機構編成委員会弁公室
- 中国共産党吉林省委員会軍民融合発展委員会弁公室
- 中国共産党吉林省委員会台港澳工作弁公室
- 中国共産党吉林省委員会巡回指導者小組弁公室
- 中国共産党吉林省委員会老幹部局

### 派遣機関
- 中国共産党吉林省委員会直属機関工作委員会

### 直属事業単位
- 中国共産党吉林省委員会党校
- 吉林社会主義学院
- 『吉林日報（中国語版）』社
- 中国共産党吉林省委員会党史研究院
- 吉林省公文書館

……

### 作業組織が管理する機関
- 中国共産党吉林省委員会機密局（省委員会弁公庁が管理する）

## 歴代の書記
| 肖像 | 氏名     | 就任           | 退任           | 注    |
| ---- | -------- | -------------- | -------------- | ----- |
|      | 劉錫五   | 1949年10月     | 1952年4月      | [ 1 ] |
|      | 李夢齢   | 1952年4月      | 1955年2月      | [ 1 ] |
|      | 呉徳     | 1955年2月      | 1966年6月      | [ 1 ] |
|      | 趙林     | 1966年6月      | 1968年         | [ 1 ] |
|      | 王淮湘   | 1971年3月      | 1977年2月      | [ 1 ] |
|      | 王恩茂   | 1977年2月      | 1981年10月     | [ 1 ] |
|      | 強暁初   | 1981年10月     | 1985年5月      | [ 2 ] |
|      | 高狄     | 1985年5月      | 1988年4月      | [ 3 ] |
|      | 何竹康   | 1988年4月      | 1993年6月      |       |
|      | 張徳江   | 1993年6月      | 1998年9月16日  | [ 4 ] |
|      | 王雲坤   | 1998年9月16日  | 2006年12月3日  | [ 4 ] |
|      | 王珉     | 2006年12月3日  | 2009年11月30日 | [ 5 ] |
|      | 孫政才   | 2009年11月30日 | 2012年12月18日 | [ 6 ] |
|      | 王儒林   | 2012年12月18日 | 2014年8月31日  | [ 7 ] |
|      | 巴音朝魯 | 2014年8月31日  | 2020年11月20日 | [ 8 ] |
|      | 景俊海   | 2020年11月20日 | 2024年6月28日  | [ 8 ] |
|      | 黄強     | 2024年6月28日  | 現在           | [ 9 ] |

## 歴代の構成員
第十期省委（2012年5月-2017年5月）
- 書記：孫政才（-2012年11月）、王儒林（2012年11月-2014年8月）、巴音朝魯（蒙古族）（2014年8月-）
- 副書記：王儒林（-2012年11月）、竺延風（-2015年5月）、馬俊清（2015年11月-2017年2月）、高広濱（2017年2月-）、巴音朝魯（蒙古族）（2012年12月-2014年8月）、蔣超良（2014年8月-2016年10月）、劉国中（2016年12月-）
- 常務委員：孫政才（-2012年11月）、王儒林（-2014年8月）、竺延風（-2015年5月）、黄燕明（-2013年5月）、馬俊清（-2017年2月）、高広濱、金振吉（朝鮮族）、房俐（女）（-2016年2月）、陳倫（-2015年1月）、張安順、陳偉根（-2015年5月）、陳紅海（-2015年5月）、荘厳、巴音朝魯（蒙古族）（2012年12月-）、斉玉（2013年5月-2015年11月）、蔣超良（2014年8月-2016年10月）、崔少鵬（2015年1月-2017年2月）、高福平（2015年5月-2017年4月）、苗雨豊（2015年11月-）、林武（2016年1月-）、王君正（2016年1月-）、姜治瑩（2016年6月-）、劉国中（2016年12月-）、陶治国（2017年3月-）、王凱（2017年3月-）、王暁萍（女）（2017年4月-）

第十一期省委（2017年5月-2022年6月）
- 書記：巴音朝魯（蒙古族，-2020年11月）、景俊海（2020年11月-）
- 副書記：劉国中（-2017年12月）、高広濱（-2022年4月）、景俊海（2018年1月-2020年11月）、韓俊（2020年11月-）、劉偉（2022年4月-）
- 常務委員：巴音朝魯（蒙古族、-2020年11月）、劉国中（-2017年12月）、高広濱（-2022年4月）、張安順（-2019年12月）、荘厳（-2017年6月）、王君正（-2019年2月）、林武（-2018年5月）、姜治瑩（-2020年3月）、陶治国（-2019年11月）、王暁萍（女、-2020年11月）、王凱（-2021年3月）、李景浩（朝鮮族）（-2021年4月）、胡家福（2017年7月-）、景俊海（2018年1月-）、苗雨豊（2018年1月-2018年12月）、呉靖平（2018年5月-）、劉維（2019年1月-）、石玉鋼（苗族）（2019年7月-2021年11月）、張忠（2019年11月-）、侯淅瑉（2020年3月-2021年5月）、田錦塵（2020年5月-）、韓俊（2020年11月-）、張恩惠（2021年3月-）、李悦（女、満族）（2021年4月-）、張志軍（2021年5月-）、范鋭平（2021年8月-）、阿東（回族）（2021年12月-）、劉偉（2022年4月-）、呉海英（女）（2022年5月-）

第十二期省委（2022年6月至今）
- 書記：景俊海（-2024年6月28日）、黄強（2024年6月28日-）
- 副書記：韓俊（-2023年3月）、劉偉（-2022年12月）、胡玉亭（2023年4月-）、呉海英（女）（2023年10月-）
- 常務委員：景俊海、韓俊（-2023年3月）、劉偉（-2022年12月）、胡家福、呉海英（女）、張忠（-2023年7月）、張志軍（-2023年4月）、蔡東、張恩惠、阿東（回族）（-2023年5月）、李偉、李明偉、胡玉亭（2023年4月-）、席栓柱（2023年5月-）、王秋実（2023年7月-）、曹路宝（2023年10月-）、韓福春（2023年11月-）、史文斌(2023年12月-）、黄強（2024年6月28日-）